# Torneo Quattro Nazioni Under-20
Il Torneo Quattro Nazioni Under-20 è stata una competizione calcistica europea riservata a quattro rappresentative Under-20 che si è svolta dal 2001 al 2017. Dall'edizione 2017-18 è stata sostituita dalla Under 20 Elite League.

## Regolamento e formula
Nel corso della stagione calcistica ogni nazionale affrontava due volte le altre tre nazionali partecipanti, in casa e in trasferta, per un totale di 6 partite stagionali.
Nelle ultime edizioni vi hanno partecipato le nazionali Under-20 di Italia, Germania, Polonia e Svizzera. In passato hanno preso parte alla competizione anche Austria, Paesi Bassi, Portogallo e Inghilterra.

## Partecipanti
Nella prima edizione del 2002, le squadre erano Germania, Italia, Paesi Bassi e Svizzera. L'anno dopo, l'Inghilterra sostituì gli olandesi. Dal 2004 al 2010, invece, le quattro squadre sono state sempre le stesse: Germania, Austria, Italia e Svizzera. Nel 2011 l'Austria viene sostituita dalla Polonia.

## Edizioni

### 2001-2002
| Squadra     | P.ti | G | V | P | S | RF | RS | DR |
| ----------- | ---- | - | - | - | - | -- | -- | -- |
| Italia      | 11   | 6 | 3 | 2 | 1 | 12 | 3  | +9 |
| Paesi Bassi | 8    | 6 | 2 | 2 | 2 | 6  | 6  | 0  |
| Germania    | 7    | 6 | 2 | 1 | 3 | 7  | 10 | -3 |
| Svizzera    | 7    | 6 | 2 | 1 | 3 | 7  | 10 | -3 |

### 2002-2003
| Squadra     | P.ti | G | V | P | S | RF | RS | DR  |
| ----------- | ---- | - | - | - | - | -- | -- | --- |
| Italia      | 18   | 6 | 6 | 0 | 0 | 25 | 7  | +18 |
| Svizzera    | 8    | 6 | 2 | 2 | 2 | 7  | 14 | -7  |
| Inghilterra | 7    | 6 | 2 | 1 | 3 | 8  | 13 | -5  |
| Germania    | 1    | 6 | 0 | 1 | 5 | 8  | 14 | -6  |

### 2003-2004
| Squadra  | P.ti | G | V | P | S | RF | RS | DR |
| -------- | ---- | - | - | - | - | -- | -- | -- |
| Germania | 13   | 6 | 4 | 1 | 1 | 10 | 6  | +4 |
| Svizzera | 9    | 6 | 2 | 3 | 1 | 8  | 8  | 0  |
| Austria  | 5    | 6 | 1 | 2 | 3 | 4  | 6  | -2 |
| Italia   | 5    | 6 | 1 | 2 | 3 | 6  | 8  | -2 |

### 2004-2005
| Squadra  | P.ti | G | V | P | S | RF | RS | DR |
| -------- | ---- | - | - | - | - | -- | -- | -- |
| Germania | 14   | 6 | 4 | 2 | 0 | 9  | 2  | +7 |
| Svizzera | 7    | 6 | 3 | 1 | 2 | 8  | 10 | -2 |
| Italia   | 5    | 6 | 1 | 2 | 3 | 4  | 7  | -3 |
| Austria  | 4    | 6 | 1 | 1 | 4 | 5  | 7  | -2 |

### 2005-2006
| Squadra  | P.ti | G | V | P | S | RF | RS | DR |
| -------- | ---- | - | - | - | - | -- | -- | -- |
| Italia   | 13   | 6 | 4 | 1 | 1 | 10 | 3  | +7 |
| Austria  | 9    | 6 | 3 | 0 | 3 | 11 | 10 | +1 |
| Svizzera | 7    | 6 | 2 | 1 | 3 | 7  | 12 | -5 |
| Germania | 5    | 6 | 1 | 2 | 3 | 8  | 11 | -3 |

### 2006-2007
| Squadra  | P.ti | G | V | P | S | RF | RS | DR  |
| -------- | ---- | - | - | - | - | -- | -- | --- |
| Germania | 13   | 6 | 4 | 1 | 1 | 14 | 4  | +10 |
| Italia   | 10   | 5 | 3 | 1 | 1 | 6  | 4  | +2  |
| Austria  | 6    | 6 | 2 | 0 | 4 | 10 | 16 | -6  |
| Svizzera | 3    | 5 | 1 | 0 | 4 | 3  | 9  | -6  |

### 2007-2008
| Squadra  | P.ti | G | V | P | S | RF | RS | DR |
| -------- | ---- | - | - | - | - | -- | -- | -- |
| Germania | 11   | 6 | 3 | 2 | 1 | 7  | 4  | +3 |
| Italia   | 8    | 6 | 2 | 2 | 2 | 4  | 2  | +2 |
| Austria  | 8    | 6 | 2 | 2 | 2 | 3  | 4  | -1 |
| Svizzera | 5    | 6 | 1 | 2 | 3 | 4  | 8  | -4 |

### 2008-2009
| Squadra  | P.ti | G | V | P | S | RF | RS | DR  |
| -------- | ---- | - | - | - | - | -- | -- | --- |
| Svizzera | 13   | 6 | 4 | 1 | 1 | 12 | 6  | +6  |
| Germania | 12   | 6 | 4 | 0 | 2 | 14 | 8  | +6  |
| Austria  | 7    | 6 | 2 | 1 | 3 | 9  | 11 | -2  |
| Italia   | 2    | 6 | 0 | 2 | 4 | 5  | 15 | -10 |

### 2009-2010
| Squadra  | P.ti | G | V | P | S | RF | RS | DR |
| -------- | ---- | - | - | - | - | -- | -- | -- |
| Austria  | 11   | 6 | 3 | 2 | 1 | 11 | 9  | +2 |
| Germania | 8    | 6 | 2 | 2 | 2 | 13 | 10 | +3 |
| Svizzera | 8    | 6 | 2 | 2 | 2 | 13 | 12 | +1 |
| Italia   | 6    | 6 | 2 | 0 | 4 | 9  | 15 | -6 |

### 2010-2011
| Squadra  | P.ti | G | V | P | S | RF | RS | DR |
| -------- | ---- | - | - | - | - | -- | -- | -- |
| Germania | 16   | 6 | 5 | 1 | 0 | 12 | 5  | +7 |
| Polonia  | 7    | 6 | 2 | 1 | 3 | 5  | 8  | -3 |
| Italia   | 6    | 6 | 2 | 0 | 4 | 6  | 7  | -1 |
| Svizzera | 6    | 6 | 2 | 0 | 4 | 8  | 11 | -3 |

### 2011-2012
| Squadra  | P.ti | G | V | P | S | RF | RS | DR |
| -------- | ---- | - | - | - | - | -- | -- | -- |
| Germania | 12   | 6 | 4 | 0 | 2 | 16 | 11 | +5 |
| Italia   | 10   | 6 | 3 | 1 | 2 | 14 | 12 | +2 |
| Svizzera | 7    | 6 | 2 | 1 | 3 | 8  | 11 | -3 |
| Polonia  | 6    | 6 | 2 | 0 | 4 | 7  | 11 | -4 |

### 2012-2013
| Squadra  | P.ti | G | V | P | S | RF | RS | DR |
| -------- | ---- | - | - | - | - | -- | -- | -- |
| Germania | 13   | 6 | 4 | 1 | 1 | 14 | 8  | +6 |
| Italia   | 12   | 6 | 4 | 0 | 2 | 16 | 9  | +7 |
| Polonia  | 8    | 6 | 2 | 2 | 2 | 10 | 15 | -5 |
| Svizzera | 1    | 6 | 0 | 1 | 5 | 7  | 15 | -8 |

### 2013-2014
| Squadra  | P.ti | G | V | P | S | RF | RS | DR |
| -------- | ---- | - | - | - | - | -- | -- | -- |
| Germania | 10   | 6 | 3 | 1 | 2 | 7  | 7  | 0  |
| Italia   | 9    | 6 | 2 | 3 | 1 | 11 | 6  | +5 |
| Polonia  | 9    | 6 | 3 | 0 | 3 | 7  | 7  | 0  |
| Svizzera | 5    | 6 | 1 | 2 | 3 | 8  | 13 | -5 |

### 2014-2015
| Squadra  | P.ti | G | V | P | S | RF | RS | DR |
| -------- | ---- | - | - | - | - | -- | -- | -- |
| Polonia  | 13   | 6 | 4 | 1 | 1 | 10 | 7  | 3  |
| Italia   | 12   | 6 | 4 | 0 | 2 | 9  | 6  | 2  |
| Germania | 5    | 6 | 1 | 2 | 3 | 5  | 6  | 0  |
| Svizzera | 3    | 6 | 0 | 3 | 3 | 3  | 8  | -5 |

### 2015-2016
| Squadra  | P.ti | G | V | P | S | RF | RS | DR |
| -------- | ---- | - | - | - | - | -- | -- | -- |
| Italia   | 9    | 6 | 2 | 3 | 1 | 8  | 5  | +3 |
| Polonia  | 8    | 6 | 2 | 2 | 2 | 7  | 9  | -2 |
| Svizzera | 7    | 6 | 1 | 4 | 1 | 6  | 6  | 0  |
| Germania | 6    | 6 | 1 | 3 | 2 | 5  | 6  | -1 |

### 2016-2017
| Squadra  | P.ti | G | V | P | S | RF | RS | DR |
| -------- | ---- | - | - | - | - | -- | -- | -- |
| Polonia  | 10   | 6 | 3 | 1 | 2 | 10 | 10 | 0  |
| Germania | 9    | 6 | 3 | 0 | 3 | 7  | 6  | +1 |
| Italia   | 9    | 6 | 3 | 0 | 3 | 8  | 8  | 0  |
| Svizzera | 7    | 6 | 2 | 1 | 3 | 8  | 9  | -1 |

## Statistiche

### Vittorie per squadra
| Pos. | Squadra     | Titoli | 2° posti | 3° posti | 4° posti |
| ---- | ----------- | ------ | -------- | -------- | -------- |
| 1    | Germania    | 9      | 3        | 2        | 3        |
| 2    | Italia      | 4      | 6        | 3        | 3        |
| 3    | Polonia     | 2      | 2        | 1        | 1        |
| 4    | Svizzera    | 1      | 3        | 4        | 8        |
| 5    | Austria     | 1      | 1        | 4        | 1        |
| 6    | Paesi Bassi | 0      | 1        | 0        | 0        |

### Punti per squadra
Solo Germania, Italia e Svizzera hanno partecipato a tutte le edizioni. L'Italia ha guidato questa particolare classifica fino al 2008/2009 quando è stata raggiunta e superata dalla Germania; in quell'occasione la nazionale italiana fece solo 2 punti nelle 6 gare disputate, peggior risultato di sempre per gli azzurrini.
Considerando il numero di partecipazioni la media più alta è chiaramente quella della formazione tedesca (9,7 punti/partecipazione), seguita da quella italiana (9,1) e poi da quella polacca che nelle 7 partecipazioni ha prodotto una media di 8,7 punti.
| Pos. | Squadra     | Punti | Partecipazioni |
| ---- | ----------- | ----- | -------------- |
| 1    | Germania    | 155   | 16             |
| 2    | Italia      | 145   | 16             |
| 3    | Svizzera    | 103   | 16             |
| 4    | Polonia     | 61    | 7              |
| 5    | Austria     | 50    | 7              |
| 6    | Paesi Bassi | 8     | 1              |
| 7    | Inghilterra | 7     | 1              |